# Reñaca
Reñaca és un municipi de Xile, limítrof amb Viña del Mar. És un municipi turístic amb una platja molt turística. Al costat de la platja hi ha molts restaurants de cuina marinera. Limita al nord amb Concon.